# Stentjärnen (Hotagens socken, Jämtland, 710617-143264)
Stentjärnen är en sjö i Krokoms kommun i Jämtland och ingår i Indalsälvens huvudavrinningsområde. Sjön har en area på 0,0488 kvadratkilometer och ligger 641,1 meter över havet. Stentjärnen ligger i Gråberget-Hotagsfjällen Natura 2000-område.

## Delavrinningsområde
Stentjärnen ingår i det delavrinningsområde (710649-143289) som SMHI kallar för Mynnar i Bågavattsån. Medelhöjden är 661 meter över havet och ytan är 7,92 kvadratkilometer. Räknas de 2 avrinningsområdena uppströms in blir den ackumulerade arean 17,13 kvadratkilometer. Vattendraget som avvattnar avrinningsområdet har biflödesordning 5, vilket innebär att vattnet flödar genom totalt 5 vattendrag innan det når havet efter 311 kilometer. Avrinningsområdet består mestadels av skog (70 procent) och sankmarker (29 procent). Avrinningsområdet har 0,05 kvadratkilometer vattenytor vilket ger det en sjöprocent på 0,6 procent.